# Маямі-Лейкс (Флорида)
Маямі-Лейкс (англ. Miami Lakes) — місто (англ. town) в США, в окрузі Маямі-Дейд штату Флорида. Населення — 30 467 осіб (2020).

## Географія
Маямі-Лейкс розташоване за координатами 25°55′1″ пн. ш. 80°19′14″ зх. д. / 25.91694° пн. ш. 80.32056° зх. д. (25.916840, -80.320545).  За даними Бюро перепису населення США в 2010 році місто мало площу 16,90 км², з яких 14,59 км² — суходіл та 2,31 км² — водойми.

## Демографія
Згідно з переписом 2010 року, у місті мешкала 29 361 особа в 10 253 домогосподарствах у складі 7725 родин. Густота населення становила 1738 осіб/км².  Було 10698 помешкань (633/км²).
Расовий склад населення:
| - 91,7 % — білих - 3,3 % — чорних або афроамериканців - 1,5 % — азіатів - 0,1 % — корінних американців - 1,8 % — осіб інших рас |

До двох чи більше рас належало 1,6 %. Частка іспаномовних становила 81,1 % від усіх жителів.
За віковим діапазоном населення розподілялося таким чином: 23,0 % — особи молодші 18 років, 63,9 % — особи у віці 18—64 років, 13,1 % — особи у віці 65 років та старші. Медіана віку мешканця становила 38,9 року. На 100 осіб жіночої статі у місті припадало 89,4 чоловіків;  на 100 жінок у віці від 18 років та старших — 86,1 чоловіків також старших 18 років.
Середній дохід на одне домашнє господарство  становив 84 733 долари США (медіана — 66 601), а середній дохід на одну сім'ю — 97 919 доларів (медіана — 79 417). Медіана доходів становила 50 047 доларів для чоловіків та 42 135 доларів для жінок. За межею бідності перебувало 10,8 % осіб, у тому числі 11,9 % дітей у віці до 18 років та 15,2 % осіб у віці 65 років та старших.
Цивільне працевлаштоване населення становило 15 111 осіб. Основні галузі зайнятості: освіта, охорона здоров'я та соціальна допомога — 23,0 %, роздрібна торгівля — 11,7 %, науковці, спеціалісти, менеджери — 11,7 %.